# Such Brave Girls
Such Brave Girls är en brittisk komediserie vars första säsong hade premiär den 22 november 2023. Första säsongen består av sex avsnitt. Serien är skapad av Kat Sadler, som även skrivit seriens manus och som spelar seriens titelkaraktär. Serien släpptes på SVT Play den 1 maj 2024.

## Handling
Serien kretsar kring den dysfunktionella familjen Johnson bestående av systrarna Josie och Billie och deras ensamstående mamma Deb.

## Rollista (i urval)
- Kat Sadler – Josie Johnson
- Louise Brealey – Deb Johnson
- Lizzie Davidson – Billie Johnson
- Freddie Meredith – Seb
- Paul Bazely – Dev Wilson